# XHTML
XHTML (съкращение от eXtensible HyperText Markup Language) е език от семейството на XML базираните езици, който наследява HTML – езикът, на който най-често се пишат уебстраниците в интернет.
Докато езикът HTML е приложение, базирано на SGML (Standard Generalized Markup Language), много гъвкав markup language framework, то XHTML е базиран изцяло на XML – езикът, който наследява SGML. За да бъдат разчитани от парсера, XML базираните документи (включително и XHTML) трябва да бъдат с добро оформление и без грешки, когато се проверяват с валидатора на W3C – http://validator.w3.org
XHTML 1.0 излиза на 20 януари 2000 година, създаден от работната група на World Wide Web консорциума (W3C). Официално XHTML 1.1 е пуснат на 31 май 2001 година. XHTML5 в разработка от септември 2009 година насам и ще бъде част от спецификацията на HTML5.

## Създаване
Езикът е създаден, за да направи HTML по-гъвкав език с по-големи възможности. Друга причина за създаването на XHTML е оперативната съвместимост на различните приложения и формати от данни. Докато HTML4 е базиран изцяло на SGML, XHTML е написан изцяло като XML базиран език.

## Различия с HTML
- За разлика от HTML, XHTML не позволява пропускането на затварящите тагове на някои елементи като paragraph, heading и други.

- В HTML целия код е нечувствителен към регистъра на малките и главни букви (case-insensitive). В XML имената на таговете и атрибутите са case sensitive, но не е позволено тагове да се наименуват или да започват с главни букви.

- HTML позволява скриването на някои от атрибутите и писането само на техните стойности (Пример: <option selected>). В XML базираните езици този код би изглеждал така: <option selected="selected">..

- За разлика от XML, в HTML някои елементи като <html>, <head>, или <body> могат да бъдат пропуснати, а след това автоматично добавени от парсера.

- В старите версии на HTML е позволено стойностите да бъдат задавани без кавички. Пример: <body lang=en>

## Полезни връзки
- XML W3C Официален уебсайт
- Основи на XHTML
- Пътят към XHTML: MIME Types